# Dieter Müller (Politiker, 1930)
Dieter Müller (* 23. April 1930 in Schlagsdorf; † 2015) war ein deutscher SED-Funktionär im Bezirk Neubrandenburg.

## Leben
Müller, Sohn eines Kraftfahrers, besuchte die Volksschule und absolvierte eine kaufmännische Lehre. Frühzeitig wurden ihm verantwortungsvolle Funktionen übertragen. So war er von 1945 bis 1947 als Gemeindesekretär in Schlagsdorf tätig. 1946 wurde er Mitglied der Freien Deutschen Jugend (FDJ) und der Sozialistischen Einheitspartei Deutschlands (SED). Von 1947 bis 1949 war er SED-Ortssekretär der Stadt Guben und ab 1949 Org.-Sekretär der SED-Kreisleitung Guben. Im Jahr 1951 wurde er Mitarbeiter des ZK der SED in Ost-Berlin. Von 1953 bis 1956 studierte er an der Parteihochschule der KPdSU in Moskau mit dem Abschluss als Diplom-Gesellschaftswissenschaftler. Anschließend wurde er als Sektorenleiter des ZK der SED eingesetzt. Von 1960 bis 1961 war er zunächst Mitarbeiter der SED-Bezirksleitung Neubrandenburg und von 1961 bis 1974 Sekretär für Agitation und Propaganda der SED-Kreisleitung Neubrandenburg. Vom 12. Januar 1974 bis 11. Januar 1986 fungierte er als 1. Sekretär der SED-Kreisleitung Neubrandenburg (Nachfolger von Gerhard Müller). Gleichzeitig war er Mitglied der SED-Bezirksleitung Neubrandenburg und seines Sekretariats. Außerdem gehörte er dem Bezirkstag Neubrandenburg als Abgeordneter an. Von 1969 bis 1971 absolvierte er ein Fernstudium für Pädagogik an der  Universität Rostock. Vom 9. Februar 1986 bis 1989 wirkte er als Vorsitzender der Bezirksparteikontrollkommission Neubrandenburg der SED (Nachfolger von Irmgard Vielhauer) und als Mitglied des Sekretariats der SED-Bezirksleitung.
Müller war Mitglied der Gesellschaft zum Schutz von Bürgerrecht und Menschenwürde (GBM) und lebte zuletzt in Neubrandenburg. Er starb im Jahr 2015.

## Auszeichnungen
- 1976 Vaterländischer Verdienstorden in Silber